# 斎蔵
斎蔵（いみくら）とは、ヤマト王権が保有していたとされる「三蔵」と呼ばれる主要な3つの蔵のうちの1つ。
『古語拾遺』には三蔵でもっとも古くからあったとされ、神武天皇の時代に神物・官物を収納するために宮殿内に設置され、斎部氏が管理したとされる。その後、履中天皇の時代に内蔵が設置されて神への供物である神物と天皇の財物である官物が分離されたとされる。
ただし、『古事記』『日本書紀』には斎蔵の記述が見られないことや、三蔵のうち内蔵は内蔵寮、大蔵は大蔵省と律令官司に引き継がれているのに対して、斎蔵を継承する律令官司が存在しないこと、『古語拾遺』が斎部氏により執筆されその中で斎部氏が管理する斎蔵と書かれてあることから、非実在説も存在する。